# 武范諴
武范諴（越南语：／；1864年—1906年），字夢海，越南阮朝官員。

## 生平
武范諴是河內省應和府青威縣方中總敦書社（今屬河內市青威縣金書社）人，嗣德十七年（1864年）出生。建福元年（1884年），考中鄉試甲申恩科河南場解元。同慶元年（1886年）五月，授翰林院典籍，從河內省候補。成泰元年（1889年）六月，升授翰林院編修，改授建瑞府教授。成泰二年（1890年）九月，升翰林院修撰。同年十二月，返鄉侍奉雙親。
成泰四年（1892年），參加會試，考中會試第一名會元，隨後參加庭試，考中庭試壬辰科第一甲第三名探花，是為該科第一名庭元，連中三元。七月，補授河內省督學。成泰五年（1893年）三月，升署光祿寺少卿，同時兼充日報所參辦，仍領河內督學。同年十二月，武范諴因為辦事幹練，全權大臣授予二項金佩星一枚。成泰六年（1894年）六月，獲賜第五項龍佩星一枚。同年十一月，適逢節慶，受賞封贈父母誥命，並賞“福壽多男”銀錢一枚。同月升光祿寺卿，領興化省按察使。
成泰十年（1901年）三月，武范諴請假返鄉。同年九月，全權大臣將他召回，仍授光祿寺卿原銜，補領寧平省督學。成泰十三年（1901年），改領扶魯省（今屬永福省）督學。成泰十四年（1902年）六月，請病假六個月回鄉。成泰十五年（1903年）二月，改領梂多省（今屬河內市）督學。同年五月，充東洋上審院會同副會員。十一月，又充北圻保護會同副會員。成泰十六年（1904年）正月，升翰林院直學士，仍領督學一職。成泰十七年（1905年）十一月，改領海陽省按察使。
成泰十八年（1906年），武范諴去世，壽四十三歲。阮朝追贈中奉大夫參知銜，例諡莊凱。

## 作品
武范諴著有《梂多省人丁風俗總冊》、《河內學政探花武范諴文集》、《集唐述懷》、《經史詩集》、《夢湖詩選》、《興化省賦》等，並為《國朝科榜錄》（又名《國朝登科錄》）作序。